# Христидис, Сотирис
Сотирис Христидис (греч. Σωτήρης Χρηστίδης, 1858 год, Фессалоники  — 1940 год, Афины), известный греческий художник, литограф и иллюстратор.

## Биография

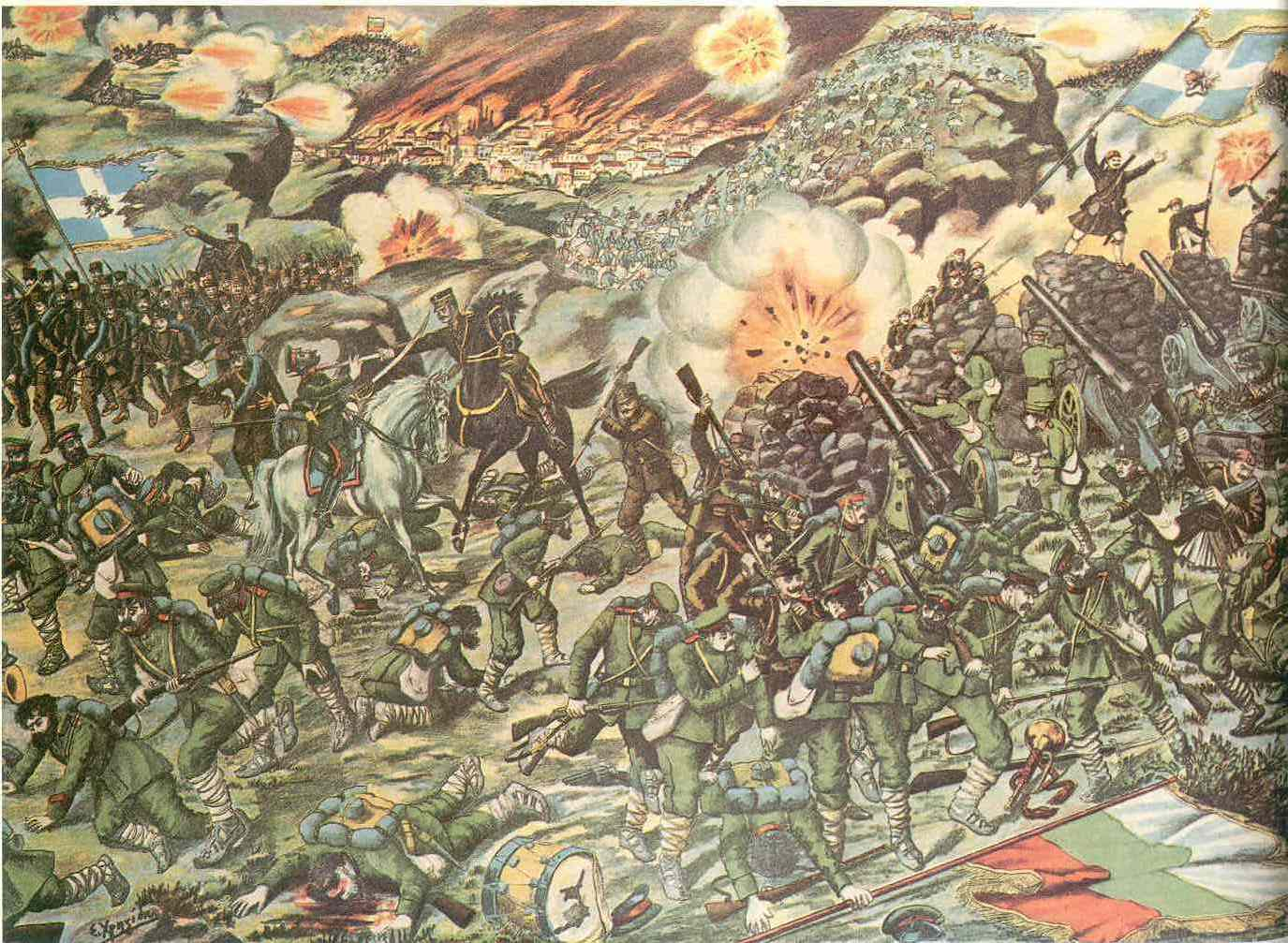
Битва под Килкисом 1913

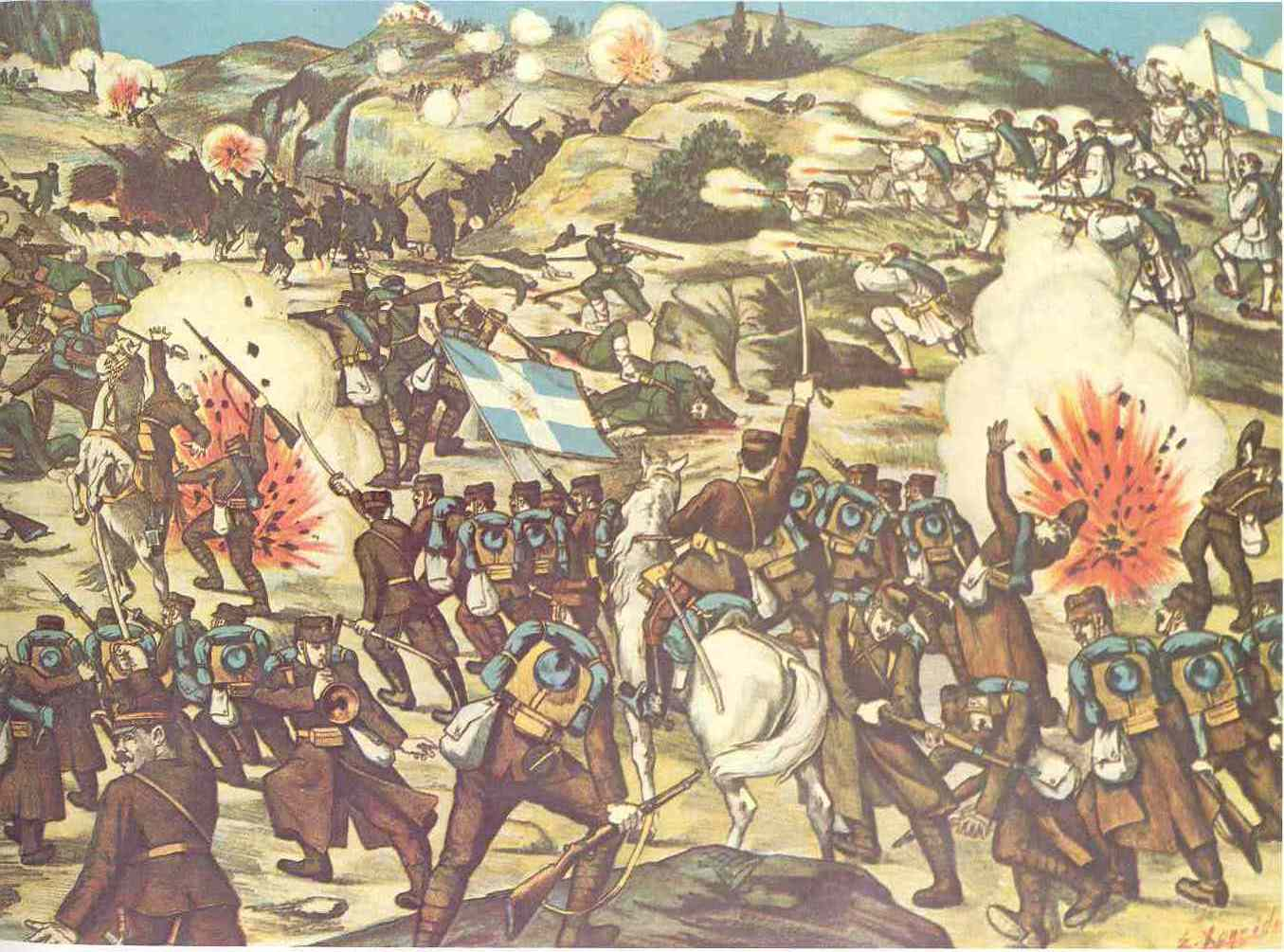
Сражение при Лаханас 1913

Христидис родился в ещё находившемся тогда под османским контролем городе Фессалоники в 1858 году. В возрасте 20 лет выехал в Греческое королевство на учёбу и поступил сначала в Афинский медицинский институт, а затем в Афинский политехнический институт, но бросив и последний, устроился работать чертёжником в фирму, добывающую полиметаллические руды в городе Лаврион.
В этот период он познакомился с Карлом Хауптом (греч. Κάρολος Χάουπτ 1866—1937), от которого получил первые навыки в литографии и с Драконом-Димитрисом Пападимитриу (греч. Δράκος (Δημήτριος) Παπαδημητρίου 1859—1940), который посвятил его в работу иллюстратора.
В 1904 году Христидис с семьёй окончательно обосновался в Афинах, где открыл своё художественное-литографическое ателье.
Первая Балканская война и последующие, в течение 10 лет, войны Греции стали пиком в работе Христидиса как литографа.
Критик Д. Капсалис писал: «Литографии Христидиса выступали как репортаж. Фотография не могла завоевать народную фантазию. Цветная литография впечатляла народ более, нежели фотография».
В последующие после войн годы, Христидис был забыт и работал в основном, как иллюстратор.
Интерес к литографиям и другим работам Христидиса проявился в художественных кругах только в 1938 году, после выставки «Искусство греческой традиции», которую организовал художник Димитрис Пикионис.
Умер Сотирис Христидис в Афинах в 1940 году.

## Память
В 1993 году усилиями критика и исследователя А. Дурвариса был издан альбом с  работами Сотириса Христидиса. Последовала выставка-ретроспектива.